# أيدان دودسون
أيدان دودسون (بالإنجليزية: Aidan Dodson)‏ هو عالم مصريات بريطاني، ولد في 11 سبتمبر 1962 في تشيلسي في المملكة المتحدة.